# Catocala nagioides
Catocala nagioides är en fjärilsart som beskrevs av Alfred Ernest Wileman 1924. Catocala nagioides ingår i släktet Catocala och familjen nattflyn. Inga underarter finns listade i Catalogue of Life.

## Bildgalleri

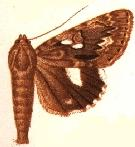